# Темерник
Темерник — рівнинна річка, що протікає М'ясниковським районом Ростовській області та містом Ростов-на-Дону. Є правою притокою річки Дон, в який впадає у межах міста Ростов-на-Дону. Довжина річки — 35,5 км, з яких 18 км тече містом Ростов-на-Дону. Ширина річища в окремих місцях доходить до 10 м, середня глибина — 0,3 — 0,8 м. Річка Темерник є природним приймачем поверхневого стоку з міської та прилеглої до міста території з площею водозбору 293 км². Через надмірну забрудненість річки її іноді неофіційно називають річкою-смердючкою. [джерело?]
До відлучення східних земель Кальміуської паланки Війська Запорозького Низового Донському козацтву, Темерник був ділянкою кордону між Запорозькою Січчю та Московією.
Річка дала назву Темерніцькій митниці, заснованій в 1749 році, з якою пов'язано початок історії Ростова-на-Дону.